# Uroš Ravbar
Uroš Ravbar, slovenski popotnik in fotograf, * 14. junij 1973, Novo mesto
Je lastnik agencije Ravbar Potovanja. Z avtom je v dobrih dveh letih obkrožil svet, do sedaj pa je prepotoval ca 100 držav (po vseh kontinentih). Je avtor dveh popotniških knjig Študent na poti okoli sveta in Potujmo skupaj okoli sveta.